# Швайх
Швайх (нім. Schweich) — місто в Німеччині, розташоване в землі Рейнланд-Пфальц. Входить до складу району Трір-Саарбург. Центр об'єднання громад Швайх-ан-дер-Ремішен-Вайнштрассе.
Площа — 31,09 км2. Населення становить 7866 ос. (станом на 31 грудня 2020).

## Галерея

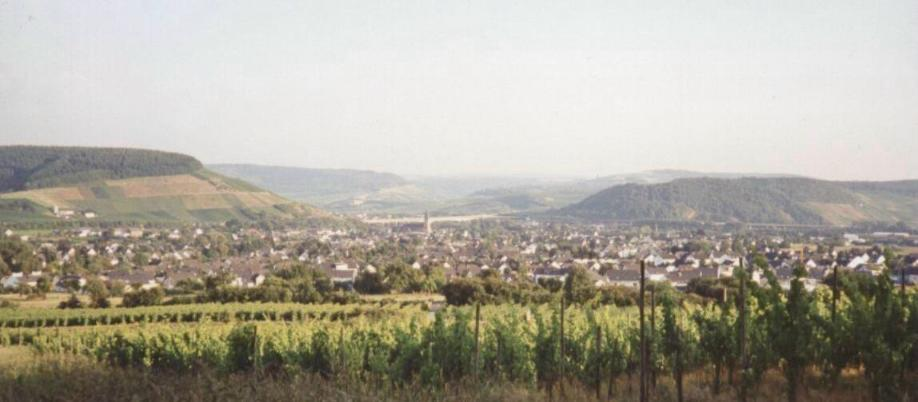
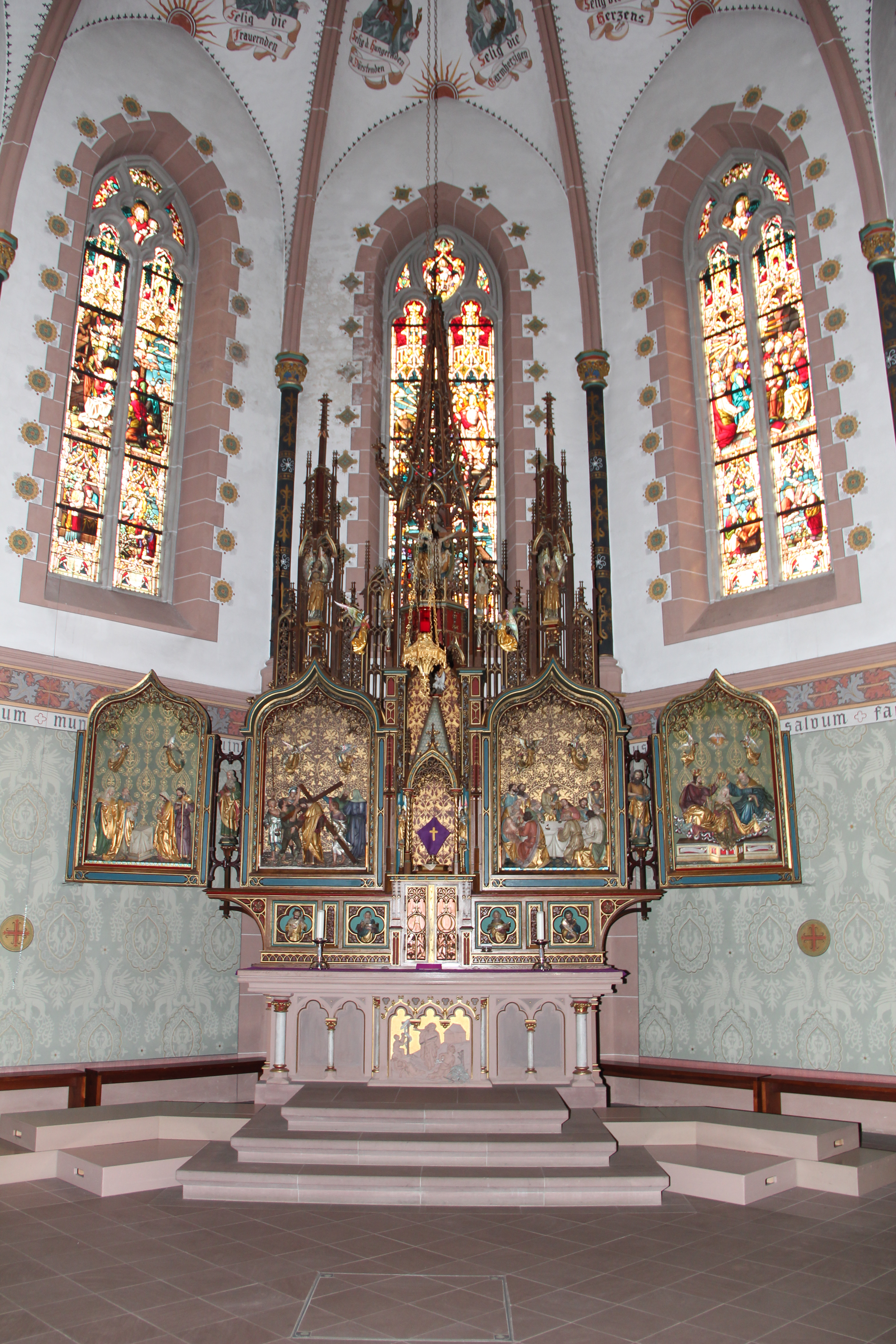
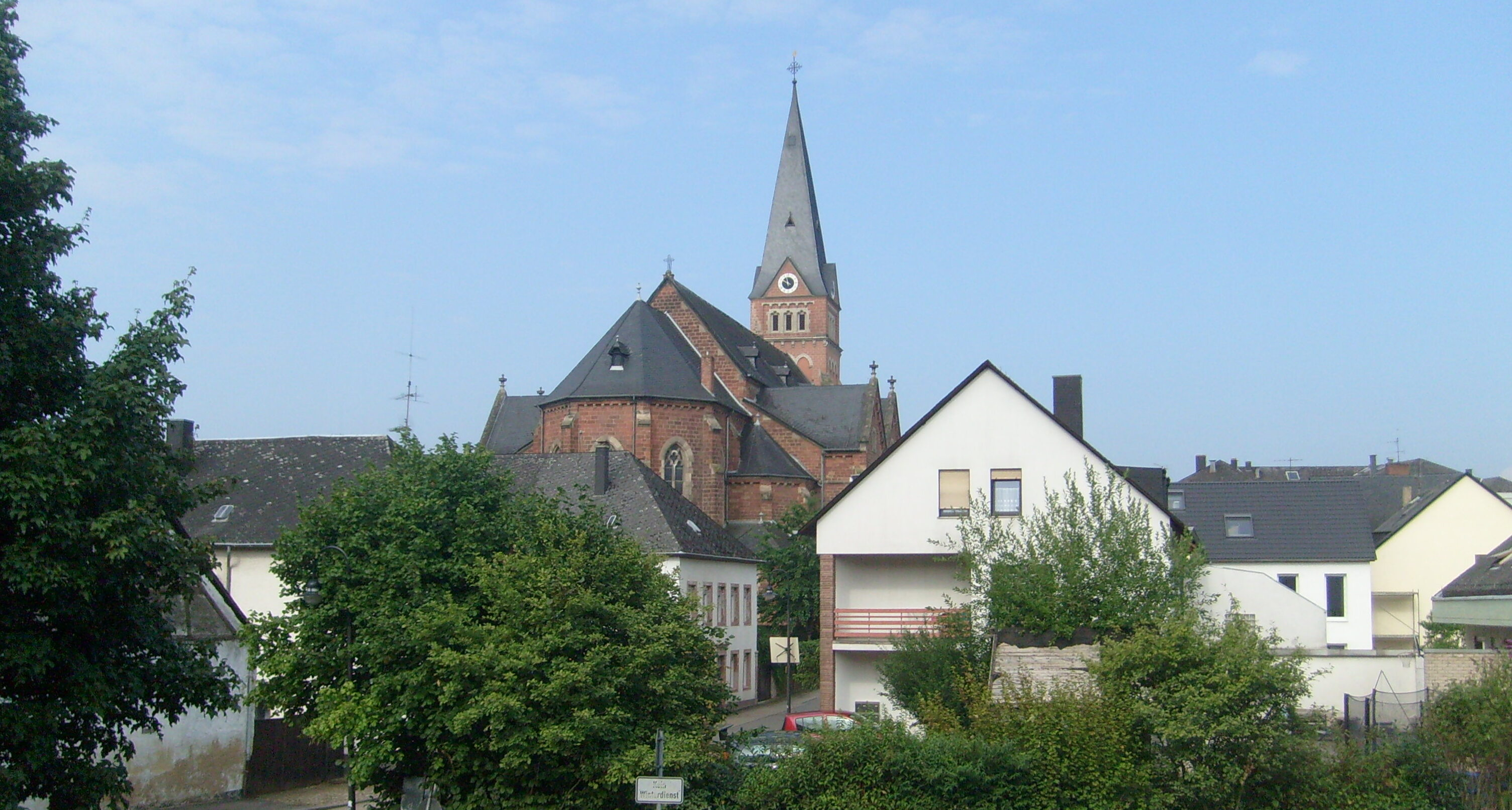